# Somogycsicsó
Somogycsicsó là một thị trấn thuộc hạt Somogy, Hungary. Thị trấn này có diện tích 12,38 km², dân số năm 2010 là 165 người, mật độ 13 người/km².